# Румянцева, Мария Андреевна
Мари́я Андре́евна Румя́нцева (Румянцова), урождённая Матве́ева (4 апреля 1699 — 14 мая 1788) — графиня, мать полководца Румянцева-Задунайского, по слухам, рождённого ею от Петра Великого, статс-дама, гофмейстерина.

## Биография
Мария Румянцева происходила из древнего дворянского рода: была дочерью действительного тайного советника графа Андрея Матвеева (1666—1728) от первого брака с Анной Степановной Аничковой (1666—1699), и по отцовской линии приходилась внучкой боярину Артамону Матвееву. Получила европейское образование, первые годы своей жизни провела в Вене и Гааге, где её отец служил послом до 1710 года.

### С Петром
Свободно говорила по-французски, хорошо танцевала, обладала красотой и живостью, которые привлекли внимание Петра I. 

Пётр І не только имел большое расположение к М. А. Матвеевой, но и ревновал её к другим до того, что однажды даже наказал её собственноручно за слишком смелое обращение с кем-то другим и пригрозил ей, что выдаст её замуж за человека, который сумеет держать её в строгости и не позволит ей иметь любовников, кроме него одного.
«Она занимала первое место среди любовниц великого императора, он любил Марию Андреевну до конца жизни и даже ревновал её, что случалось с ним нечасто. Желая, чтобы кто-нибудь держал юную графиню “в ежовых рукавицах”, государь выдал 19-летнюю Матвееву за своего любимого денщика Александра Ивановича Румянцева…». (Вел. кн. Николай Михайлович)

В 19-летнем возрасте, 10 июля 1720 года, с богатым приданым, данным царём, выдана замуж за денщика царя Александра Ивановича Румянцева, получившим чин бригадира и недавно отличившегося в сыске по делу царевича Алексея. Царь пожаловал жениха «немалыми деревнями», конфискованными у казнённого А. В. Кикина. Молодожёны поселились в доме на Красном канале (участок дома № 3 по Марсову полю). Пётр I подарил Румянцеву в 1724 большой участок на левом берегу Фонтанки, близ дороги в Царское Село. Там был выстроен загородный одноэтажный дом и разбит сад (ныне наб. р. Фонтанки, 116). В этом деревянном доме 18 февраля 1756 была освящена церковь Божьей Матери «Знамение». (Любопытно, что любовницей царя, но менее удачливой, была и другая родственница Артамона Матвеева — Мария Гамильтон, двоюродная племянница его жены Евдокии Григорьевны Гамильтон, иногда тоже ошибочно называемая его «внучкой»).
Вслед за этим произвела на свет трёх дочерей. В 1725 году её муж находился в Константинополе, а затем на Персидской границе для размежевания, Мария же оставалась в Москве, где произвела на свет четвёртого ребёнка, сына, крещённого в честь царя Петром Александровичем, которому суждено будет стать знаменитым полководцем. Великий князь Николай Михайлович сообщает, что отцом мальчика был не законный супруг, а сам Петр, с этой же легендой соглашается Валишевский. Трудно судить о достоверности этой легенды, однако И. И. Голиков в анекдотах о Петре Великом даёт ему косвенное подтверждение. Мальчик оказался последним из крестников вскоре после этого скончавшегося императора. Крестной матерью стала императрица Екатерина.
Румянцева имела влияние при дворе, благодаря подаркам оказала помощь французскому посланнику Кампредону, была в дружбе с цесаревной Елизаветой.

### После Петра

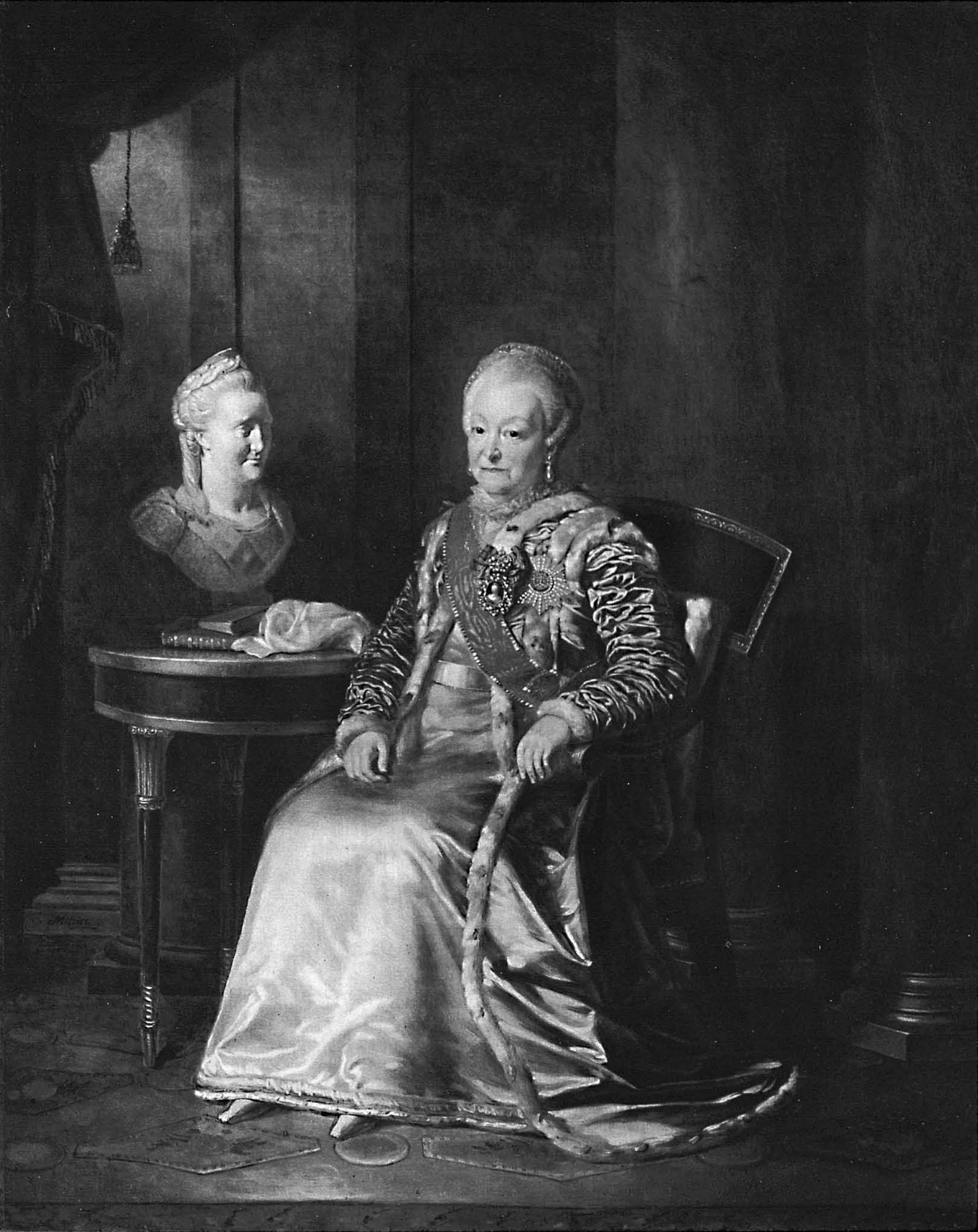
Подруга Петра I рядом с бюстом Екатерины II

При Анне Ивановне, за нерасположение к немцам и протест против роскоши при дворе (по некоторым указаниям — за отказ занять предложенную ему должность президента Камер-коллегии; или же за избиение Бирона, уличенного им в казнокрадстве), Румянцев был лишён чинов и сослан в казанскую деревню. Когда её муж подвергся опале и был лишён чинов, Мария Андреевна вместе с ним и детьми была отправлена на житьё в алатырскую деревню, где они провели около трёх лет.
В 1735 году Румянцев был восстановлен в чине генерал-лейтенанта и сделан астраханским, а потом казанским губернатором и назначен командующим войсками, отправленными против взбунтовавшихся башкир. В 1738 году Румянцева назначили правителем Малороссии, и семья переехала в Киев, откуда при помощи Мавры Шуваловой Румянцева поддерживала связь с не менее опальной цесаревной Елизаветой. Скоро её супруга перевели в действующую армию, а в 1740 году назначили чрезвычайным и полномочным послом в Константинополь.
В 1740 году Румянцев был назначен уполномоченным на конгресс в Або, при праздновании заключенного там мира Румянцева получила от новой императрицы Елизаветы звание статс-дамы, и, поскольку муж её был возведен в графское достоинство, стала графиней и приобрела очень большое влияние при дворе благодаря своему «уму и такту»: способствовала успеху поручения шведского генерала Дюринга, французский посланник Далион считал необходимым платить ей пенсию, английский посол Вейч безуспешно пытался склонить её на свою сторону (но Румянцева с мужем держались профранцузской партии Шуваловых).
В 1744 императрица Елизавета поручила ей заведовать двором будущей Екатерины II, пока ещё принцессы Ангальт-Цербстской (в качестве доверенной особы Её Величества, для надзора и опеки над Принцессой, с обязательством отдавать Императрице подробный отчёт о всем замечаемом ею) — и Румянцеву на этом «малом дворе» очень боялись.
Екатерина II вспоминает:

Во время этих маскарадов заметили, что у старой графини Румянцевой начались частые беседы с императрицей, и что последняя была очень холодна с матерью, и легко было догадаться, что Румянцева вооружала императрицу против матери и внушала ей ту злобу, которую сама питала с поездки в Украину ко всей повозке, о которой я говорила выше; если она не делала этого раньше, так потому, что была слишком занята крупной игрой, которая продолжалась до тех пор и которую она бросала всегда последней, но когда эта игра кончилась, её злость не знала удержу.

Она сопровождала императрицу Елизавету в поездке из Москвы к Разумовскому в Глухов в 1744 году, а затем в Петербург, была с нею на пиру у Разумовского в Гостилицах в день её именин 5 сентября 1745 года и т. д. После того, как принцессу и великого князя Петра Фёдоровича обвенчали, Румянцева была уволена от должности гофмейстерины и получила приказание вернуться к своему супругу. Считали, что причиной этому была неприязнь матери великой княгини Екатерины — Иоганны Гольштейн-Готторпской, а также канцлера Бестужева-Рюмина. Но своё положение особы, дружной с императрицей, Румянцева сохранила.
Румянцева! Она блистала

Умом, породой, красотой,

И в старости любовь снискала

У всех любезною душой;

Она со твердостью смежила

Супружний взор, друзей, детей;

Монархам семерым служила,

Носила знаки их честей.

### Вдова
В 1749 году Румянцева овдовела, но осталась при дворе и продолжала жить расточительно, порой проигрывая в карты, из-за чего нередко обращалась за финансовой помощью к Елизавете, а потом и к Екатерине, при дворе которой, как старейшая придворная дама и современница Петра, а затем и мать фельдмаршала, пользовалась большим уважением. Граф Сегюр писал о хозяйке: «Разбитое параличом тело её одно обличало старость; голова её была полна жизни, ум блистал веселостью, воображение носило печать юности. Разговор её был так интересен и поучителен, как хорошо написанная история».
Екатерина II, хотя и хорошо помнила, как Румянцева мучила её, будучи управляющей её двора, взойдя на престол, сделала её гофмейстериной (10 июня 1776), чему способствовали заслуги её сына-полководца. После заключения им Кючук-Кайнарджийского мира ей был пожалован орден Св. Екатерины (12 июня 1775).

Графиня весьма часто присутствовала на разных обедах, свадьбах и торжествах при дворе; в день первого бракосочетания Великого Князя Павла Петровича (1773 г.) она, очень хорошо еще танцевавшая, просила Великого Князя оказать ей честь протанцевать с нею, так как она в своё время имела честь танцевать с его прадедушкою, дедушкою, и батюшкою, а затем, еще много лет спустя, на Придворном балу 24-го ноября 1781 г., в день именин Императрицы, прошлась в польском с одним из внуков Екатерины II — Великим Князем Александром Павловичем.

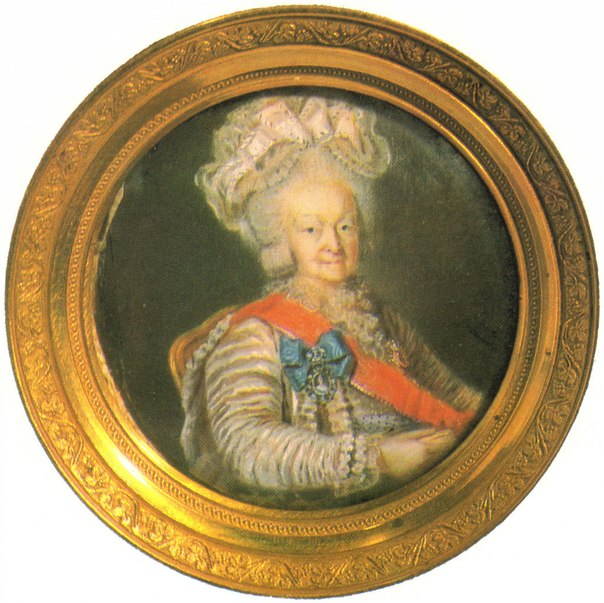
Престарелая графиня на миниатюре Хорнунга

По воспоминаниям современников, отличалась необыкновенной добротой и была готова всем помогать. Была в числе первых, кто в 1763 году стал принимать в своём доме подкидышей и беспризорных детей. Занималась делами в имении сына Павлино (совр. Железнодорожный), полученным им в приданое за женой, в том числе следила и за строительством церкви архитектором Бланком.
22 сентября 1778 года была пожалована обер-гофмейстериною Высочайшего двора. Пережила одну дочь — графиню П. А. Брюс, затем умерла её другая дочь — Е. А. Леонтьева, жившая вместе с матерью.
Скончалась 4 мая 1788 года; погребена в Благовещенской церкви Александро-Невской Лавры. Г. Р. Державин посвятил ей одну из своих од — «На смерть графини Румянцевой», написанную для княгини Е. Р. Дашковой; Державин обращался к Дашковой, которая была в крайнем огорчении от женитьбы её сына без её благословения, — в противоположность Румянцевой, которая перенесла много горестей равнодушно.

## Дети
- Екатерина Александровна (ноябрь 1721 — 3 апреля 1786), замужем за генерал-лейтенантом Н. М. Леонтьевым (1717—1769), брак не был счастливым. Она разъехалась с мужем и жила в доме матери.
- Пётр Александрович (8 января 1725  — 1796)
- Прасковья Александровна (7 октября 1729 — 17 апреля 1786), подруга Екатерины II, с 1751 года замужем за графом Я. А. Брюсом.
- Дарья Александровна (конец 1723 или 1730 — 1809); 1-й муж — граф Франц Иосиф Вальдштейн (1719—1758), 2-й — князь Юрий Никитич Трубецкой (1736—1811), сын генерал-прокурора князя Никиты Юрьевича. Их дочь от второго брака — П. Ю. Гагарина.

Дети
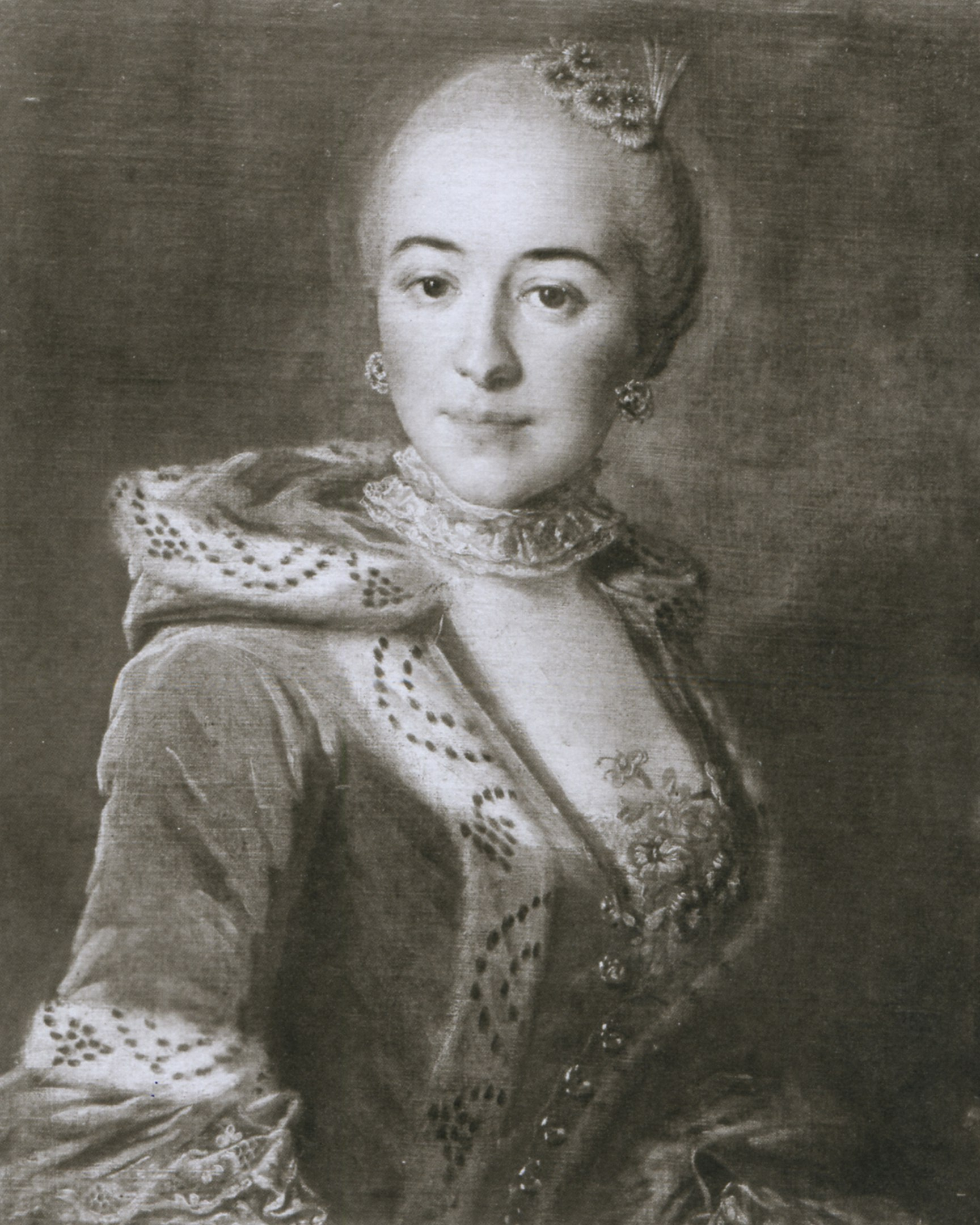
Прасковья
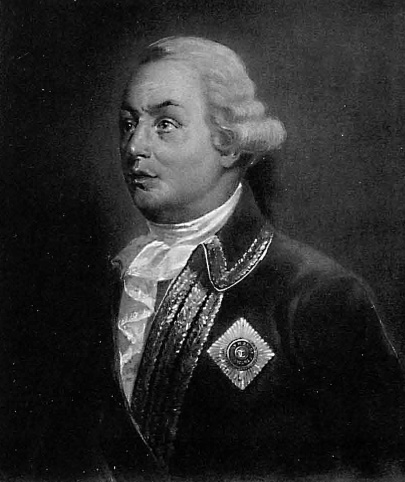
Пётр
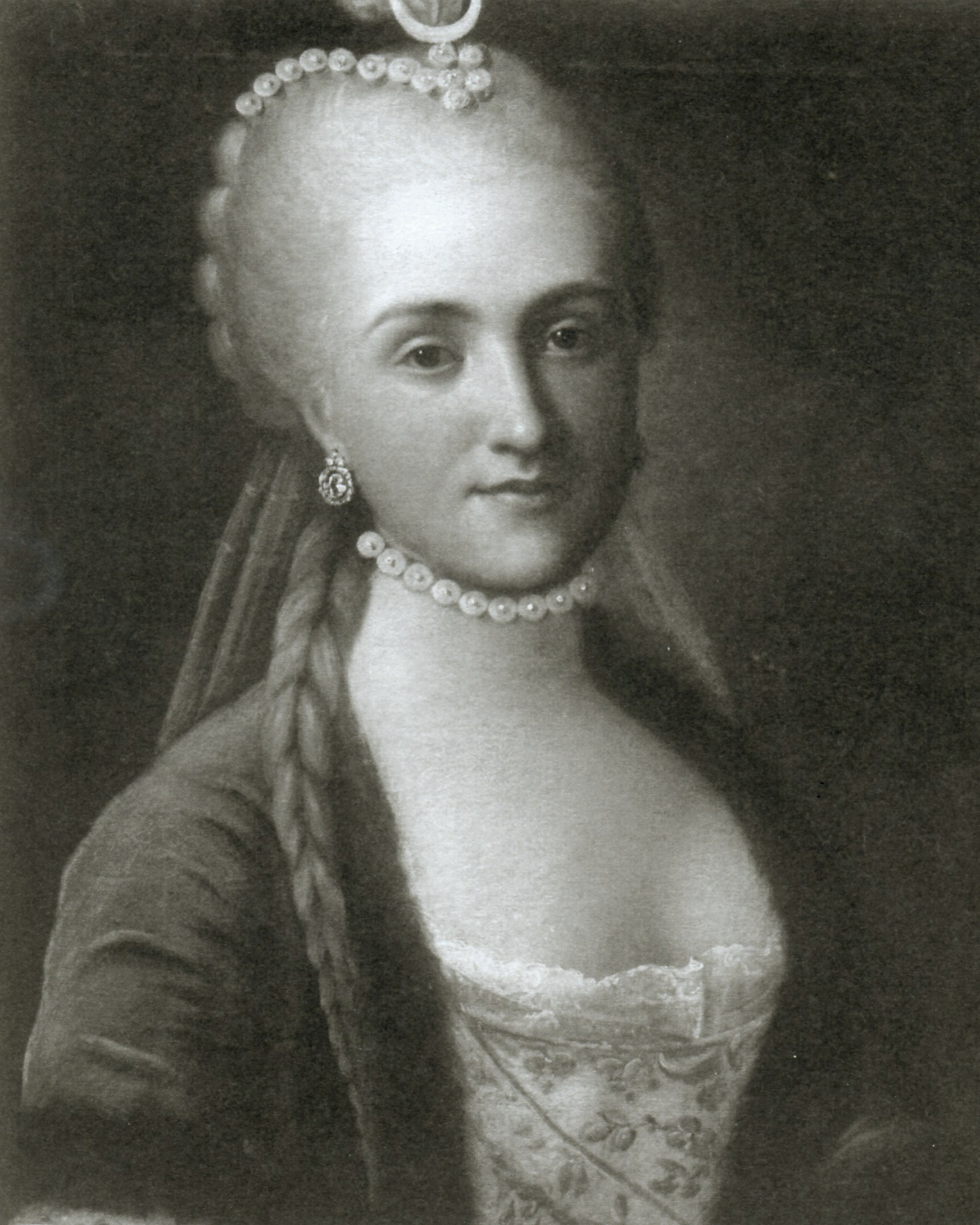
Дарья